# Harogoppa, Ranibennur
Harogoppa là một làng thuộc tehsil Ranibennur, huyện Haveri, bang Karnataka, Ấn Độ.